# Kurihara (Miyagi)
Kurihara (栗原市 Kurihara-shi?) es una ciudad localizada en la prefectura de Miyagi, Japón. En octubre de 2018 tenía una población de 66.522 habitantes y una densidad de población de 82,6 personas por km². Su área total es de 804,97 km².

## Geografía

### Municipios circundantes
- Prefectura de Miyagi
  - Tome
  - Ōsaki
- Prefectura de Akita
  - Yuzawa
  - Higashinaruse
- Prefectura de Iwate
  - Ichinoseki

## Demografía
Según datos del censo japonés, la población de Kurihara ha disminuido en los últimos años.
| Año del censo | Población |
| ------------- | --------- |
| 1995          | 88.552    |
| 2000          | 84.947    |
| 2005          | 80.248    |
| 2010          | 74.932    |
| 2015          | 69.906    |